# Mostra europea del presepe
La European Crib Exhibition, (in italiano Mostra europea del presepe), è la prima ed unica Mostra Internazionale d'arte presepiale ad essere mai stata esposta presso il Parlamento europeo, a Bruxelles, dal 1957.
Si tratta di una rassegna artistica internazionale unica nel suo genere ed esclusiva, che coinvolge i migliori artisti rappresentativi di 30 paesi europei, 27 dell'Ue e 3 extra-Ue, e mediorientali. Partner dell'expo e co-organizzatore è il Comune di Betlemme, su iniziativa del sindaco della cittadina palestinese che diede i natali a Gesù Cristo.
La Mostra Europea del Presepe ha anche carattere fieristico ed è articolata nelle seguenti sezioni: - Presepe classico; - Scultura presepiale; - Iconografia / Bassorilievo; - Scenografia; - Premio Europa al Dialogo interculturale.

## Ente promotore dell'Expo europeo
L'ente promotore dell'expo è l'As.Ar.P.- European Crib Exhibition Organization - Esso coordina e orienta l'operato di centinaia di botteghe ed artisti regionali, nazionali, europei e mediorientali, organizzando mostre internazionali, con lo scopo di rilanciare l'artigianato artistico sacro e presepiale, in un dialogo tra culture ed identità artistico-religiose diverse, tipiche di paesi europei di ceppo cattolico ma anche ortodosso. Nel contempo l'ente cerca di instaurare rapporti collaborativi con realtà istituzionali ed associative, nazionali, europee, internazionali e sovranazionali, al fine di far conoscere l'immenso patrimonio artistico europeo - soprattutto quello legato alla sfera dell'artigianato - a soggetti ed enti operanti anche al di fuori del contesto continentale, nonché il patrimonio artistico regionale, specie quello legato all'eredità artistica dei monaci Basiliani, che nell'anno Mille diffusero nell'Area Mediterranea dell'Europa Meridionale il culto e l'arte dell'iconografia bizantina. L'ente presenta un'organizzazione capillare che si dirama su tutto il territorio continentale, con sedi a Bruxelles (Belgio) e Catanzaro (Italia) ed ha importanti collegamenti con associazioni, enti e fondazioni europee ed internazionali. L'ente, in circa 10 anni di attività vanta anche contatti e collaborazioni con i migliori artisti, scultori, iconografi e maestri di bottega provenienti dalle regioni europee e mediorientali di più antica tradizione presepiale. L'expo ha quale fulcro della sua struttura centrale la bottega artigiana, ponendo in relazione e promuovendo da oltre 10 anni l'attività di centinaia di botteghe, e permettendo ad esse di svilupparsi e comunque sopravvivere in condizioni generali spesso di instabilità e crisi economica congiunturale. Essa permette inoltre ai propri associati/artisti collaboratori interni ed esterni di riscoprire e tramandare nel tempo la nobile arte del presepe, della scultura e dell'iconografia, in scia con l'antichissima tradizione bizantina dei Monaci Basiliani, favorendo la nascita di nuovi sbocchi commerciali e canali privilegiati verso mercati sempre nuovi o verso altri di difficile accesso.

## Collaborazioni internazionali
Nell'ultimo decennio l'ente oltre che con il Parlamento Europeo (che per tradizione ospita la tappa finale dell'omonima mostra, nonché la relativa premiazione, alla presenza dei vertici istituzionali dell'Ue e dei parlamentari europei dei 27 stati membri) e con il Comune di Betlemme, ha collaborato e lavora a tutt'oggi fianco a fianco, in rapporto di collaborazione diretta e partenariato, con numerosi e prestigiosi enti di rilievo internazionale, tra i quali: la Rappresentanza in Italia della Commissione Europea; le 27 Ambasciate dei Paesi Membri dell'Ue (in particolare con gli Uffici Cultura); l'Istituto Italiano di Cultura di Bruxelles; la “Fondazione Giorgio La Pira” di Firenze; l'Università di “Magna Graecia” di Catanzaro; le Diocesi di Bruxelles, Salerno e Catanzaro; numerosi istituti scolastici italiani, associazioni, fondazioni ed enti italiani, mediorientali ed europei. Il Direttore della Mostra Europea del Presepe Il Direttore dell'European Crib exhibition è Sergio Basile, esperto d'arte e fondatore dell'organizzazione. Esso collabora da anni con il Comune di Betlemme e con le istituzioni comunitarie per la diffusione dell'arte e dell'artigianato sacro nei paesi dell'Unione Europeo e per promuovere lo sviluppo nel bacino del Mediterraneo ed in Europa dell'artigianato artistico presepiale e delle botteghe palestinesi, duramente colpite da una sorta di embargo economico-politico ne da anni esaspera la vita della comunità, limitandone i diritti. Significativa anche la collaborazione con la Fondazione Giorgio La pira di Firenze, che nel 2007 ha permesso - presso l'Università magna graecia di Catanzaro - l'organizzazione di una serie di seminari ed eventi incentrati sulla figura del sindaco fiorentino in odore di santità, e sulle iniziative di La Pira per la pace e la comunione tra i popoli.

## Obiettivi della Mostra europea del presepe
1) Rivalutazione delle botteghe artistiche europee e mediorientali; 2) Realizzazione di gemellaggi e collaborazioni sovranazionali e internazionali tra la Calabria e le realtà artistiche di settore più importanti dei 27 Paesi dell'Ue e di Betlemme; 3) Esposizione dei migliori presepi del panorama internazionale e rivalutazione culturale e simbolica del presepe quale simbolo della cristianità, e strumento di dialogo tra culture e popoli; 4) Attivazione di canali turistici e flussi di visitatori in vista delle prossime edizioni dell'European Crib Exhibition presso le città europee ed estere ospitanti: si ricorda che la Mostra Europea del Presepe è un evento a carattere itinerante ma anche fieristico, tendente - tra l'altro – a porre in relazione e agevolare i contatti tra i visitatori e gli artisti palestinesi, italiani ed europei. Sono previsti in tal senso anche corsi contestuali di presepismo e iconografia con dimostrazioni dal vivo degli stessi artisti.

## Risultati conseguiti in termini di pubblico nelle ultime edizioni

### Festività 2008/2009
Basilica dell'Immacolata – Complesso Museale del San Giovanni, Catanzaro Parlamento Europeo – Bruxelles (presenti oltre 700 europarlamentari dei 27 paesi Ue) Visitatori stimati complessivamente in oltre 35.000 unità. Relazione di stima certificata dal Responsabile della Congregazione dei Frati francescani dell'Immacolata. Le stime sono inoltre calcolabili in relazione all'affluenza media dei fedeli all'interno della Basilica dell'Immacolata – sita su Corso Vittorio Emanuele a Catanzaro – in occasione delle tradizionali celebrazioni dei riti del Santo Natale. Primo classificato per la sezione presepi l'artista Francesco Mantuano da Paola (Cosenza).

### Festività 2010
Duomo/Cattedrale di “San Matteo Evangelista” – Salerno N.B.: I Visitatori stimati complessivamente si avvicinano alle 35.000 unità. Relazione di stima certificata dal Responsabile della Cattedrale, in relazione all'affluenza media dei fedeli all'interno del Duomo in occasione delle tradizionali celebrazioni dei riti del Santo Natale. Si ricorda che il Duomo, sito nel centro storico della città, ospita il corpo di San Matteo Evangelista ed Apostolo, una delle massime figure della cristianità: autore, come noto, di uno dei quattro libri in cui si compone il Santo Vangelo. È stata la prima volta in assoluto che una mostra veniva ospitata nella cattedrale di Salerno.